# Jes Fabricius Møller
Jes Fabricius Møller, född 6 augusti 1966 i Egernsund, är en dansk historiker och professor.

## Biografi
Møller har en cand.mag.-examen i historia och filosofi från Köpenhamns universitet 1995, och disputerade där 2002 i historia med en avhandling om samspel mellan naturvetenskap och politik under perioden 1850–1930. Han var under perioden 2014–2018 professor (MSO), "Professor med særlige opgaver", vid Grundtvig Centeret, AU.
Han utnämndes 2018 till kunglig ordenshistoriograf.
Han blev 2019 dr.phil. vid Köpenhamns universitet.
Hans publicering har (2025) enligt Google Scholar omkring 150 citeringar och ett h-index på 7.